# 倫敦及西敏市 (英國國會選區)
倫敦及西敏市（英語：Cities of London and Westminster），英國國會（下議院）一自治市選區，包括英格蘭倫敦市和大倫敦的西敏市南部。1950年由原倫敦市和西敏市選區的南部合併而成。
自選區創設以來本區一直由保守黨把持。但在2024年大選中，劳工与合作党候选议员雷切尔·布莱克以39%的選票勝出該區，为该选区首次选出非保守党议员。